# یواس‌سی‌جی‌سی موستانگ (دبلیوپی‌بی-۱۳۱۰)
یواس‌سی‌جی‌سی موستانگ (دبلیوپی‌بی-۱۳۱۰) (به انگلیسی: USCGC Mustang (WPB-1310)) یک کشتی است که طول آن ۱۱۰ فوت ۰ اینچ (۳۳٫۵۳ متر) می‌باشد. این کشتی در سال ۱۹۸۶ ساخته شد.